# 1549 Mikko
1549 Mikko este un asteroid din centura principală, descoperit pe 2 aprilie 1937, de Yrjö Väisälä.

## Caracteristici
Parametrul său Tisserand este de 3,630.